# Prochoerodes contingens
Prochoerodes contingens är en fjärilsart som beskrevs av Walker 1860. Prochoerodes contingens ingår i släktet Prochoerodes och familjen mätare. Inga underarter finns listade i Catalogue of Life.